# هفت پرده
هفت پرده به کارگردانی فرزاد موتمن و با فیلم‌نامه‌ای از سعید عقیقی ساخته شده است. فریبرز عرب‌نیا، مهدی احمدی، مانی کسرائیان
، گلشیفته فراهانی، عسل بدیعی، ماهایا پطروسیان و بهزاد فراهانی به ایفای نقش در این فیلم پرداخته‌اند.

## خلاصه‌ی داستان
چهار دوست برای حل مشکل مالی خود گرد هم آمده و با هم مشورت می‌کنند. آن‌ها پس از توافق با هم تصمیم به تلاش مجدد برای تهیه‌ی پول می‌گیرند؛ اما پس از ناکامی و ناامیدی، مجدداً گرد هم آمده و علی‌رغم میل باطنی خود تصمیم به سرقت می‌گیرند. آن‌ها با فراهم‌آوردن مقدمات و تهیه‌ی اسلحه، به فروشگاهی حمله کرده و پس از سرقت متواری می‌شوند. ولی پس از تعقیب و گریز، سرانجام توسط پلیس محاصره شده و کشته می‌شوند (فیلم در هفت پرده به نام‌های: فتح، امید، نیاز، هجران، عزم، خوف و فنا ساخته شده است).